# Ricardo Cuccovillo
Ricardo Oscar Cuccovillo (Avellaneda, provincia de Buenos Aires, 26 de enero de 1951) es un político argentino. Comenzó su militancia política en 1966 cuando se afilió al Partido Socialista Argentino, también contribuyó a la fundación del PSP. Entre 2007 y 2015 actuó como Diputado de la Nación Argentina.

## Historia
Se afilió al Partido Socialista cuando solamente tenía 15 años. En 1972 fue participante en la fundación del Partido Socialista Popular. Además durante los años 70 se introduce en la militancia sindical dentro del sindicato Luz y Fuerza. En su etapa juvenil también militó en los ámbitos universitario y secundario.
Durante el periodo 1993 - 1995 se desempeñó como Secretario General del PSP en la Provincia de Buenos Aires y desde 1995 a 2001 asume como prosecretario Administrativo del bloque de Diputados Provinciales del FREPASO. En 2002 fue director de Coordinación en la Cámara de Diputados de la Provincia.
En 2007 es electo diputado nacional por Buenos Aires y en 2011 es nuevamente elegido. En simultáneo es Secretario General de la Junta Ejecutiva del PS de la Provincia de Buenos Aires.
Durante la tratativa de la aprobación del Matrimonio Igualitario resaltó entre los legisladores abogando orgullosamente por tener un hijo homosexual.